# Henriette Bùi Quang Chiêu

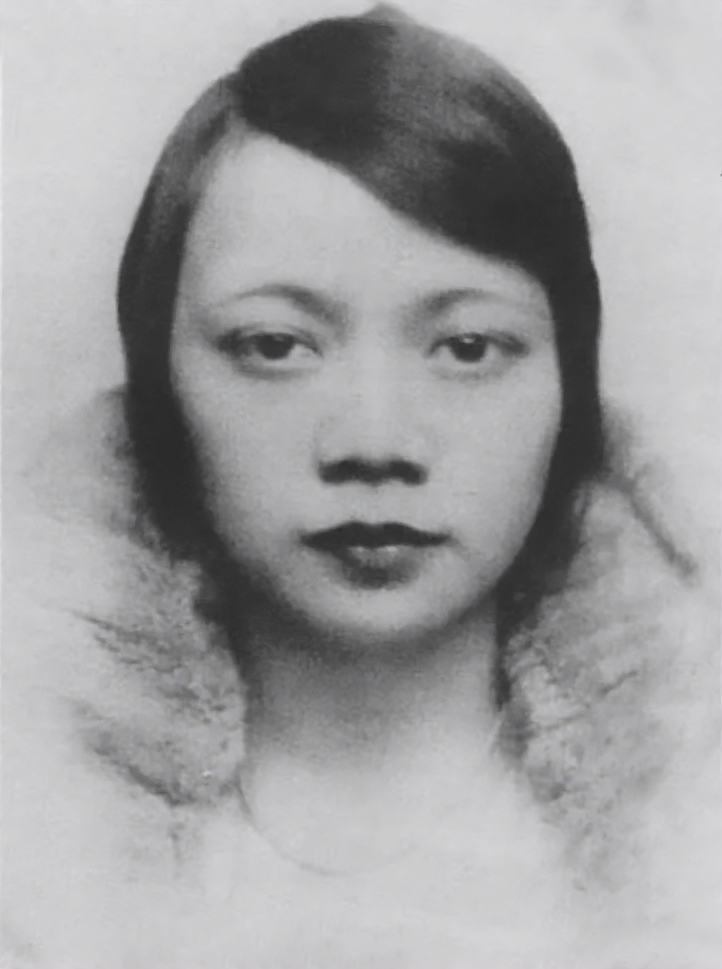
Henriette Bui Quang Chieu, 1931

Henriette Bùi Quang Chiêu (* 8. September 1906 in Hanoi, Vietnam; † 27. April 2012 in Paris, Frankreich) war eine vietnamesische Medizinerin. Sie war 1935 die erste Ärztin in Vietnam.

## Leben und Werk

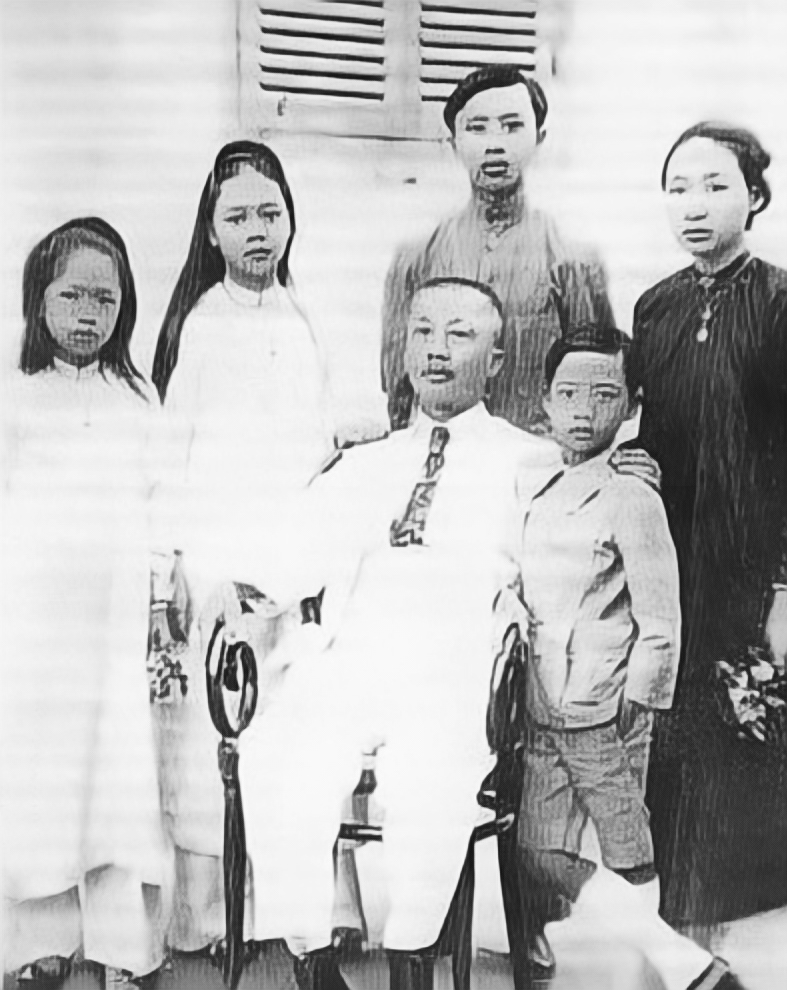
Familienfoto, aufgenommen 1921 in Phu Nhuan. Von links: Madeleine, Henriette, Herr Bui Quang Chieu, Louis, Camille, Helene

Bùi Quang Chiêu war die zweite Tochter des Politikers Bùi Quang Chiêu und seiner Frau Vuong Thi Y, die aus einer wohlhabenden Familie chinesischer Herkunft stammte. Als Kind lebte sie in Saigon und besuchte bis 1915 die Grundschule „l'École Primaire Superieure des jeunes filles“ und anschließend das Lycée Marie Curie. Sie erhielt das Certificat d’Études und wollte, dass ihr Vater sie wie ihren Bruder in Paris Medizin studieren ließ.

## Ausbildung in Frankreich

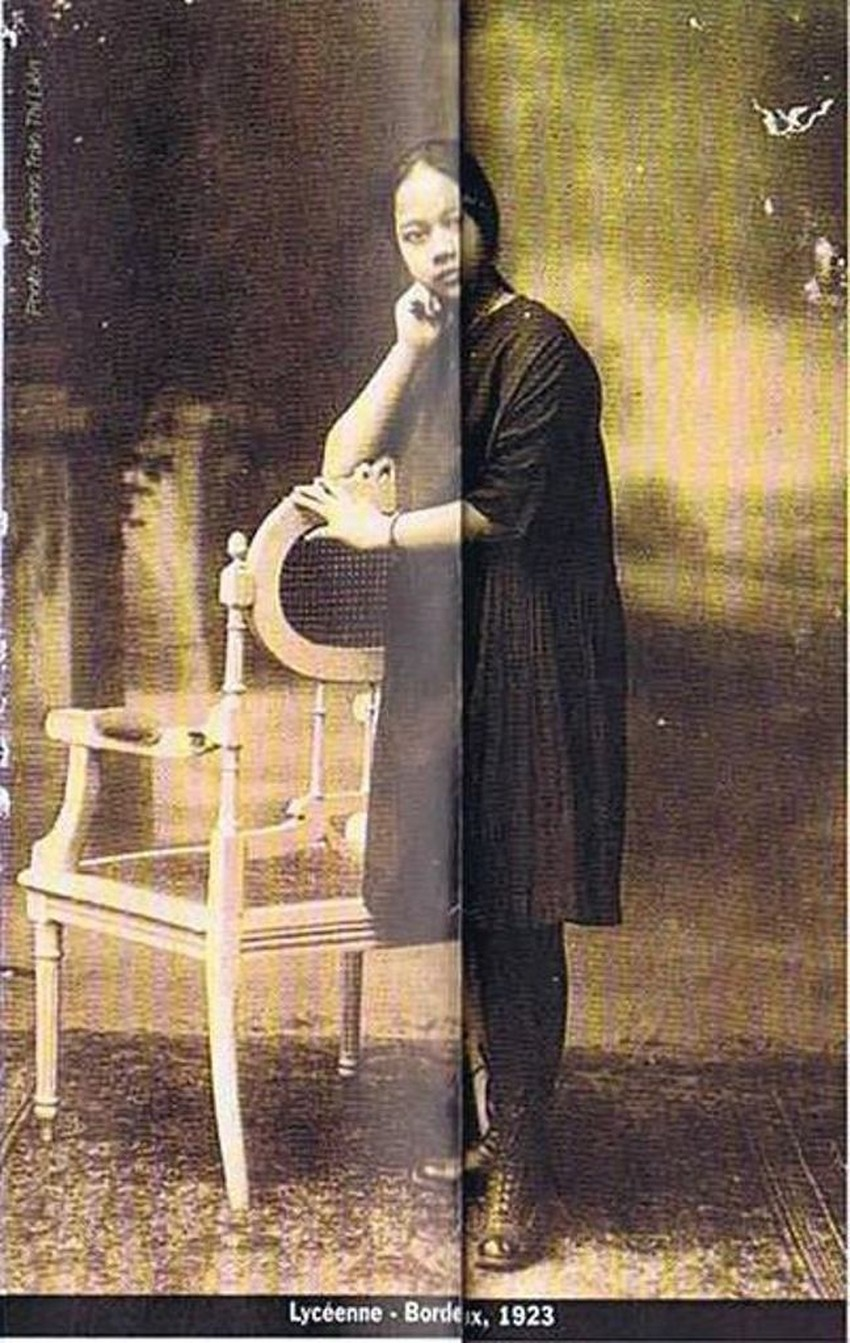
Henriette Bui Quang Chieu während ihres Medizinstudiums, 1923

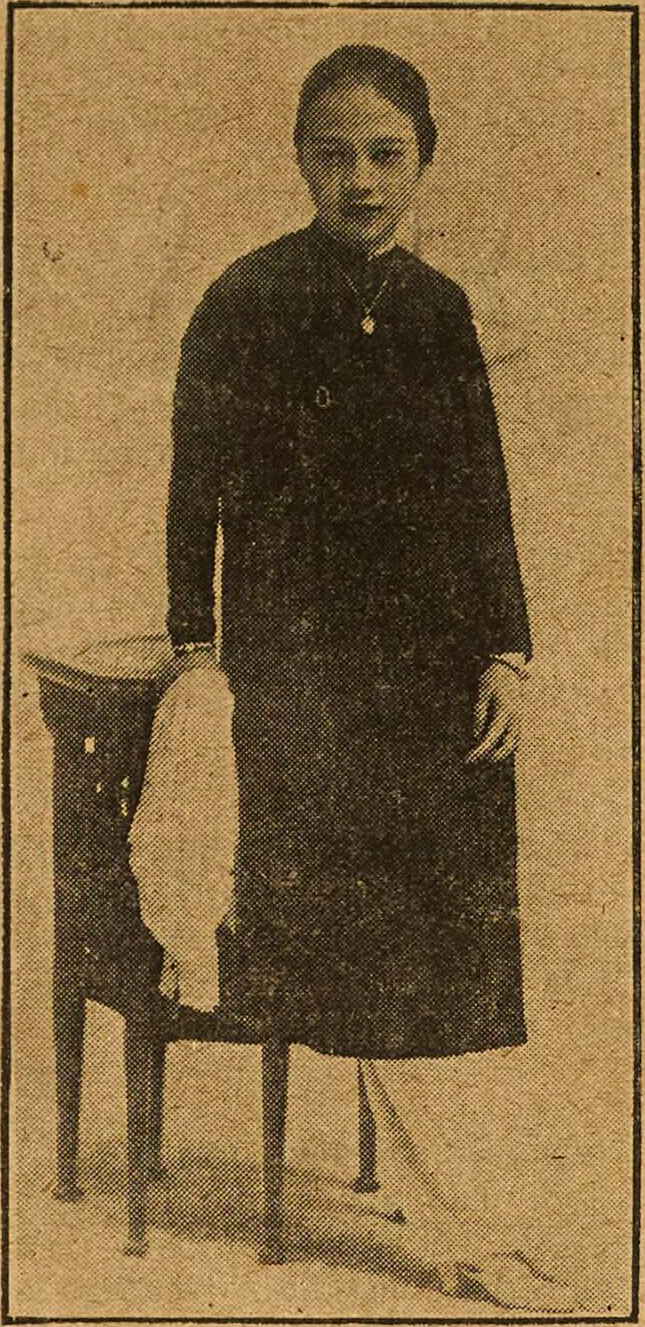
Porträt von Henriette Bùi Quang Chiêu 1934

Nach einer einjährigen Ausbildung in Frankreich starb ihre Mutter an Tuberkulose. Da sie unter Augenschmerzen litt, musste sie ihre Ausbildung für ein Jahr unterbrechen, und schloss diese 1926 am Lycée Fenelon in Paris ab. Aus Bewunderung und Respekt für ihren Bruder Louis Bui Quang Chieu, ein auf Tuberkulose spezialisierter Arzt in Saigon, begann sie 1927 ein Medizinstudium an der Pariser Universität. 1932 schloss sie ihr Studium ab und nach einem zweijährigen Praktikum war sie die erste Vietnamesin, die in Frankreich einen medizinischen Abschluss erhielt. Das Thema, das sie damals für ihren Abschluss wählte, war „Künstliche Befruchtung bei unfruchtbaren Menschen“. Da dieses Thema zu dieser Zeit jedoch neu war, wurde ihr geraten ein klassischeres und sichereres Thema zu wählen. Sie schloss ihr Studium 1934 mit Auszeichnung ab und erhielt eine Ehrenmedaille.

## Ärztin in Vietnam
1935 kehrte sie nach Vietnam zurück und wurde Leiterin der Hebammenabteilung einer Entbindungsklinik in Cholon und war zu dieser Zeit die erste Vietnamesin, die für die Betreuung eines kolonialen Krankenhaussystems verantwortlich war. Bei Besprechungen sprachen französische Ärzte nur mit französischen Ärzten, während Vietnamesen in einer separaten Ecke stehen mussten.  Als ihr die Position der Chefärztin zugewiesen wurde, befahl ihr der französische Krankenhausdirektor, ein Kleid zu tragen, damit sie in den Augen der französischen Ärzte mehr Respekt und Gleichberechtigung erlange. Bùi Quang Chiêu entschied jedoch, dass sie sich wie eine Vietnamesin kleiden würde, damit ihre vietnamesischen Landsleute sie respektieren würden. Als sie in Frankreich lebte, war sie es gewohnt, Kleider zu tragen. Allerdings trug sie von diesem Tag an während ihrer Arbeit im Krankenhaus nur noch vietnamesische Kleidung.
Sie setzte sich auch gegen die ungleichen Gehälter vietnamesischer und französischer Ärzte sowie die unterschiedliche Haltung gegenüber vietnamesischen und französischen Patienten ein. Ihre Haltung, die stets Gleichheit zwischen Vietnamesen und Franzosen forderte und ihr Einsatz für das  Gesundheitssystem ihres Landes, brachte ihr Kritik bei vielen Franzosen und der französischen Presse in Saigon ein.
Sie war zu dieser Zeit auch die erste Frau, die in Saigon ein Auto kaufte und fuhr, und das Fliegen eines Flugzeugs lernte, damit sie weit entfernte Patienten behandeln konnte.

## Ehepartner und weitere  medizinische Tätigkeiten

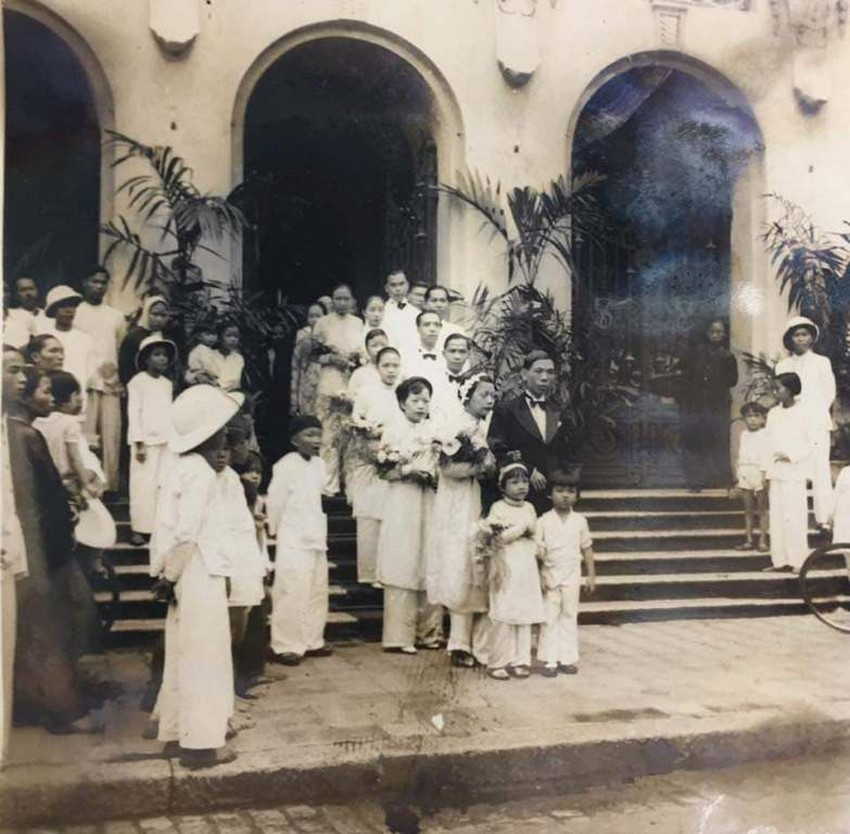
Hochzeitsfoto von Henriette Bui Quang Chieu, 1935

1935 heiratete sie in einer von ihrem Vater arrangierten Ehe den Anwalt Vuong Quang Nhuong. Nach zwei Jahren wurde ihre Ehe geschieden, aber sie blieb weiterhin mit ihrem Ehemann befreundet.
Ende 1945 wurden ihr Vater und drei Brüder gefangen genommen und getötet. Ein enger Freund von ihr, der Ingenieur Nguyen Ngoc Bich, der damals stellvertretender Minister Vietnams war, wurde ebenfalls verhaftet und von der französischen Regierung zum Tode verurteilt.
Bùi Quang Chiêu hatte während ihres Studiums in Frankreich den Studenten Nguyen Ngoc Bich kennengelernt. Nach seiner Rückkehr aus Frankreich war Nguyen Ngoc Bich einer der aktiven revolutionären Aktivisten in Südvietnam. Als Nguyen Ngoc Bich verhaftet wurde, setzte Bùi Quang Chiêu sich aktiv für seine Freilassung ein. Nguyen Ngoc Bich wurde unter der Bedingung freigelassen, dass er Vietnam verließ, um in Frankreich zu leben. Bui Quang Chieu blieb weiterhin in Vietnam und arbeitete im medizinischen Bereich.

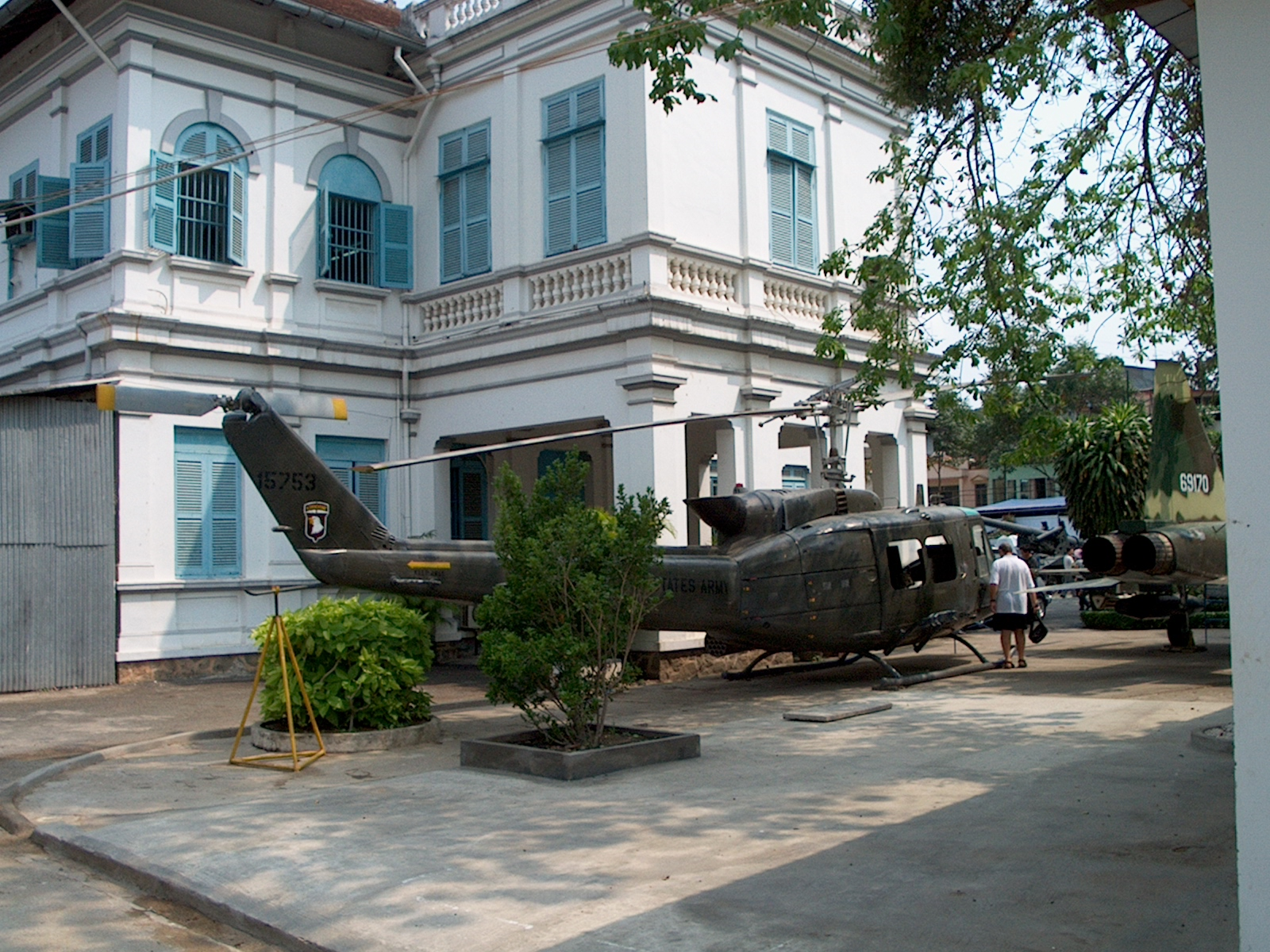
Kriegsopfermuseum, Ho-Chi-Minh-Stadt (Saigon), Vietnam

1954 schenkte Bùi Quang Chiêu der Regierung ihre Privatvilla als Grundlage für die Medizinische Universität Saigon, das heutige Kriegsopfermuseum in Ho-Chi-Minh-Stadt.
1957 ging sie nach Japan, um Akupunktur zu studieren und diese in der Geburtshilfe anzuwenden. Sie zog 1961 nach Frankreich, um ihre eigene Klinik zu eröffnen. Während dieser Zeit heiratete sie Nguyen Ngoc Bich und kehrte 1965 nach Vietnam zurück, damit er seine letzten Tage in seiner Heimat verbringen konnte. Nach dem Tod ihres Ehemannes trat sie 1966 in eine Wohltätigkeitsorganisation ein. Als der Vietnamkrieg ausbrach, widmete sie sich der Behandlung verwundeter Soldaten.
1971 kehrte sie nach Frankreich zurück und behandelte bis 1976 weiterhin Patienten.
Sie ging im Alter von 71 Jahren in den Ruhestand, nachdem sie mehr als 44 Jahre lang im medizinischen Bereich in Vietnam und Frankreich tätig gewesen war.
Sie starb 2012 in Paris im Alter von 105 Jahren.
Entsprechend ihrem Willen wurde die nach Vietnam zurückgebrachte Asche in zwei Teile geteilt: Ein Teil wurde am Grab der Familie Bui Quang in der Stadt Mo Cay beigesetzt, der andere Teil wurde neben dem Grab ihres Mannes Nguyen Ngoc Bich beigesetzt.